# Pflanzenvirus

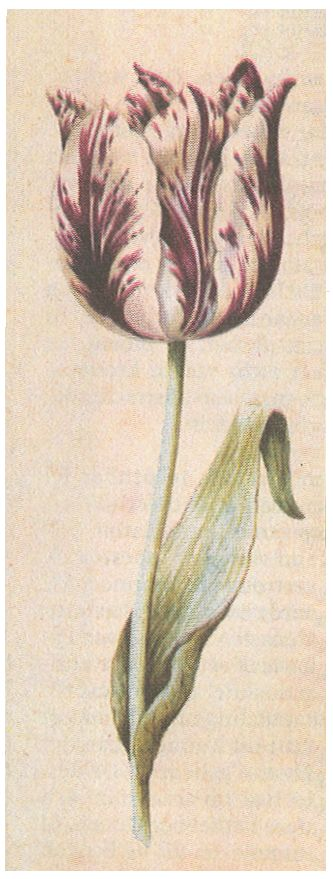
Anton Claez: Tulpe (Aquarell um 1630)

Pflanzenviren (Phytoviren) sind Krankheitserreger bei höheren Pflanzen, die ebenfalls wie tierische (animale) Viren und Bakteriophagen nur nach Eindringen in eine Zelle zur Vermehrung fähig sind. Erkrankungen durch Pflanzenviren wurden schon im 16. Jahrhundert beschrieben, jedoch die Entdeckung einer Übertragbarkeit und eines spezifischen Krankheitserregers gelang erst am Ende des 19. Jahrhunderts durch Untersuchung der Mosaikkrankheit der Tabakpflanze.
Etwa ein Viertel der rund 3600 beschriebenen Viren sind Pflanzenviren, die aufgrund ihrer morphologischen Eigenschaften besonderen Virusfamilien angehören oder auch Familien gemeinsam mit animalen Viren bilden. Die Besonderheit der pflanzlichen Zellwand, der Abwehrmechanismen und Transportsysteme einer Pflanze bedingen auch spezifische Anpassungen der Pflanzenviren an ihren Wirt.
In der Agrarwissenschaft haben Pflanzenviren aufgrund des von ihnen verursachten wirtschaftlichen Schadens eine große Bedeutung. Dies betrifft nicht nur den Anbau von Zierpflanzen, sondern auch wichtige Nutzpflanzen wie die Kartoffel, Tomate oder Karotte. Eine Übertragung von Pflanzenviren auf Chordatiere (wie den Menschen) ist aufgrund der besonderen Anpassung der Pflanzenviren nicht zu beobachten. Neben den Pflanzenviren gibt es auch weitere subzelluläre Erreger, die ähnliche Erkrankungen hervorrufen, jedoch den Viroiden oder Virusoiden zugeordnet werden. Die Erforschung der Pflanzenviren wie auch der pflanzenpathogenen Viroide ist als „Pflanzenvirologie“ eine eigene Disziplin der Virologie.

## Geschichte

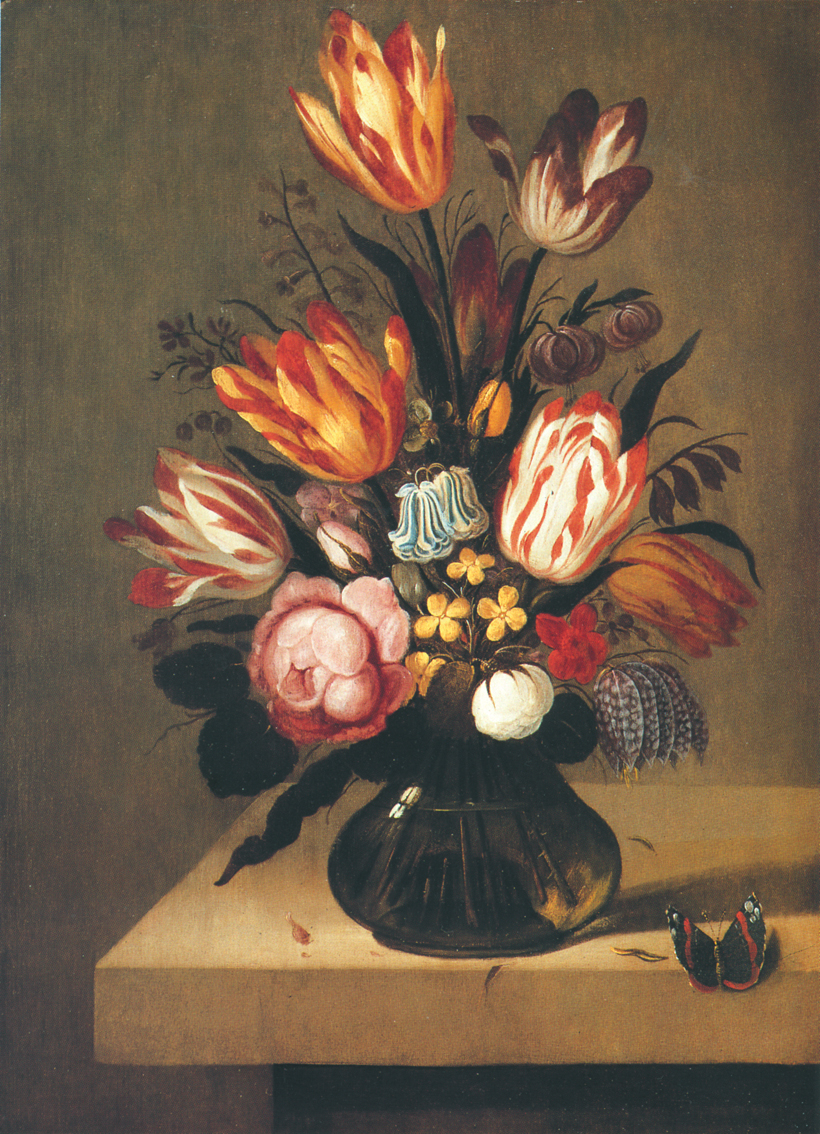
Abraham Bosschaert (1612 – nach 1635) Blumenbouquet mit Tulpen

Als erste Beschreibung einer möglichen Pflanzenvirose wird ein Gedicht der japanischen Kaiserin Kōken aus dem Jahre 752 angesehen. In der Gedichtsammlung Man’yōshū beschreibt die Kaiserin das herbstliche Bild gelben Grases mitten im Sommer. Gemeint ist eine gelbliche Verfärbung von Blättern des Wasserdost (Eupatorium lindleyanum) aufgrund einer Infektion mit einem Geminivirus.
Als 1551 die ersten Tulpen aus Konstantinopel in die Niederlande eingeführt wurden, erregten die wechselnden Farbmuster der Blüten, die sogenannte Panaschierung, hohes Aufsehen. Man beobachtete auch, dass diese Farbmuster auf bisher einfarbige Pflanzen übergingen, obwohl man bis dahin die Zucht mehrfarbiger Blüten nur durch aufwändige Kreuzung erreichte. Einige der spektakulär gefärbten Tulpensorten vertrockneten und starben schnell ab, wohingegen andere die Muster beibehielten und vermehrt werden konnten. Insbesondere diese – obwohl auf einem Krankheitsgeschehen beruhende – außergewöhnliche Eigenschaft der Tulpen führte zu einem Aufschwung des Tulpenexportes aus den Niederlanden im 17. Jahrhundert, die ihre monopolistische Stellung durch das Verbot der Ausfuhr von Tulpenzwiebeln und einen kaum nachvollziehbaren Preis zu sichern suchten. Die niederländische Malerei in diesem Jahrhundert hat auffallend häufig jene von Pflanzenviren befallenen Tulpen als Motiv der Stillleben.
Die Erforschung dieser pathologischen Veränderungen von Pflanzenfärbungen und ihr Absterben begann mit dem Nachweis der Übertragbarkeit. Der Agrikulturchemiker Adolf Mayer untersuchte die Ursache der wirtschaftlich bedeutsamen Mosaikkrankheit der Tabakpflanze und wies 1886 eine infektiöse Ursache des Phänomens nach, indem er Pflanzensaft von einer erkrankten Pflanze durch Anritzen auf eine gesunde übertragen konnte. Durch Verdünnungen wies Mayer auch nach, dass es sich nicht um eine Vergiftung handeln konnte. Die Natur des Erregers blieb jedoch unklar. Erst als Dimitri Iwanowski 1892 den Pflanzensaft zuvor ultrafiltrierte, wurde klar, dass die Ursache aufgrund seiner filtrierbaren Größe kein Bakterium, sondern eine ganz neue Art von Erregern sein musste. Diese Experimente gelten als Anfänge der modernen Virologie. Martinus Beijerinck konnte 1898 die ihm bis dahin nicht bekannten Experimente Iwanowskis bestätigen.

## Wirtschaftliche Aspekte
In vielen Nutzpflanzen verursachen Pflanzenviren große wirtschaftliche Schäden. Häufig kommt es zu einer Reduktion der erzeugten Biomasse aufgrund einer Minderversorgung der Pflanze und verkleinerten Nutzteilen (Knollen, Früchte, Blätter), aber auch zum Absterben großer Plantagen. Auch die optische Beeinträchtigung von Früchten und Blättern durch eine Virose vermindert ihre Vermarktungsfähigkeit, selbst wenn die Masse und Qualität einer Frucht nicht beeinträchtigt sein sollte.
Im Gegensatz zu anderem Schädlingsbefall wie beispielsweise durch Pilze, Bakterien oder Parasiten existieren keine Möglichkeiten, eine von Pflanzenviren befallene Pflanze von der Infektion zu befreien. Bei ausgeprägtem Befall einer Anbaufläche bleibt meist nur die Verbrennung der betroffenen Pflanzen. Daher konzentriert sich die Eindämmung von Pflanzenvirosen auf vorbeugende Maßnahmen. Dies erstreckt sich wesentlich auf die Unterbrechung der Infektionskette durch Kontrolle der übertragenden Insekten, Verwendung von Virus-freiem Saatmaterial, vegetative Vermehrung durch gesunde Stecklinge und regelmäßige Kontrolle der Anbauflächen. Mithilfe der Grünen Gentechnik wurden virusresistente Nutzpflanzen gezüchtet. Auf Hawaii wird die Papayaindustrie durch eine virusresistente Sorte vor einem Befall mit dem Papaya Ringspot Virus geschützt.
Zu den wichtigsten Überträgern von Pflanzenviren zählen Blattläuse. Zum Beispiel wird das Gerstengelbverzwergungsvirus, das Schäden an Getreidebeständen anrichtet, durch Blattläuse übertragen.

### Aktuelle Literatur
- Gerhart Drews, Günter Adam, Cornelia Heinze: Molekulare Pflanzenvirologie, Berlin 2004, ISBN 3-540-00661-3
- Sondra D. Lazarowitz: Plant Viruses. In: David M. Knipe, Peter M. Howley (eds.-in-chief): Fields’ Virology. 5. Auflage, 2 Bände Philadelphia 2007, S. 641–705, ISBN 0-7817-6060-7
- Sylke Meyer-Kahsnitz: Angewandte Pflanzenvirologie, 1993, ISBN 3-87815-045-8
- Allan Granoff, Robert G. Webster (eds.): Encyclopedia of Virology, San Diego (Academic Press) 1999, ISBN 0-12-227030-4

### Historische Literatur
- Kenneth M. Smith: Recent advances in the study of plant viruses, Philadelphia 1933
- John Grainger: Virus diseases of plants, London 1934
- Kenneth M. Smith: A Textbook of Plant Virus Diseases, Philadelphia 1937 , 3. Auflage Edinburgh 1972
- Francis Oliver Holmes: Handbook of Phytopathogenic Viruses, Minneapolis 1939
- L. O. Kunkel: General Pathology of Virus Infections in Plants. In: R. Doerr und C. Hallauer (Hg.): Handbuch der Virusforschung, 1. Ergänzungsband, Wien 1944
- Kenneth M. Smith: Virus diseases of farm & garden, 1946
- Wilhelm Troll: Das Virusproblem in ontologischer Sicht (Abhandlungen aus dem Gesamtgebiet der wissenschaftlichen Botanik mit Einschluss der Grenzgebiete, Akademie der Wissenschaften und Literatur Mainz, Hg. Frey-Wyssling, Seybold, Troll), Wiesbaden 1951